# Algadefe
Algadefe é um município da Espanha na província de León, comunidade autónoma de Castela e Leão, de área 15,42 km² com população de 337 habitantes (2004) e densidade populacional de 21,85 hab/km².

## Demografia
| Variação demográfica do município entre 1991 e 2004 | Variação demográfica do município entre 1991 e 2004 | Variação demográfica do município entre 1991 e 2004 | Variação demográfica do município entre 1991 e 2004 |
| --------------------------------------------------- | --------------------------------------------------- | --------------------------------------------------- | --------------------------------------------------- |
| 1991                                                | 1996                                                | 2001                                                | 2004                                                |
| 406                                                 | 388                                                 | 356                                                 | 337                                                 |